# Yeni Ereğlispor
Yeni Ereğlispor is een Turkse voetbalclub.
De club werd in 1962 werd opgericht in Ereğli en speelde in de Tweede divisie, ook wel Türkiye Futbol Federasyonu 2. Lig. De club heette toen Ereğlispor. De club is in 1987 daaruit gedegradeerd naar de Derde divisie, ook wel Türkiye Futbol Federasyonu 3. Lig. Daarna ging de club failliet. In 2005 werd de club opnieuw gesticht met de naam Yeni Ereğlispor (yeni = nieuw).

## Seizoen 2009-2010

### Selectie
Keepers
| Naam          | Positie | Rugnummer | Nationaliteit |
| ------------- | ------- | --------- | ------------- |
| Evrim Eken    | Keeper  | 1         | Turkije       |
| Ömer Kulaksız | Keeper  | 12        | Turkije       |
| Ferit Uçak    | Keeper  | 21        | Turkije       |
| Haluk Ural    | Keeper  | 23        | Turkije       |

Verdedigers
| Naam           | Positie    | Rugnummer | Nationaliteit |
| -------------- | ---------- | --------- | ------------- |
| Ali Onay       | Verdediger | 2         | Turkije       |
| Serdar Birer   | Verdediger | 3         | Turkije       |
| Ibrahim Tuna   | Verdediger | 4         | Turkije       |
| Mehmet Yeniler | Verdediger | 13        | Turkije       |
| Çağdaş Gündüz  | Verdediger | 16        | Turkije       |
| Cihan          | Verdediger | 18        | Turkije       |

Middenvelders
| Naam             | Positie                | Rugnummer | Nationaliteit |
| ---------------- | ---------------------- | --------- | ------------- |
| Rasim Akkulak    | Middenvelder           | 6         | Turkije       |
| Cesur Akalin     | Middenvelder           | 8         | Turkije       |
| Hasan Jay Jay    | Middenvelder (captain) | 10        | Turkije       |
| Emre Aydınlıoğlu | Middenvelder           | 11        | Turkije       |
| Hamza Kuzucu     | Middenvelder           | 14        | Turkije       |
| Çagdaş Gündüz    | Middenvelder           | 16        | Turkije       |
| Mustafa Ural     | Middenvelder           | 17        | Turkije       |
| Sercan Pıtır     | Middenvelder           | 22        | Turkije       |

Aanvallers
| Naam       | Positie   | Rugnummer | Nationaliteit |
| ---------- | --------- | --------- | ------------- |
| Sefa Ayata | Aanvaller | 7         | Turkije       |
| Erol Yuca  | Aanvaller | 9         | Turkije       |
| Hakkı Acar | Aanvaller | 15        | Turkije       |
| Çağrı      | Aanvaller | 20        | Turkije       |